# Metafísica

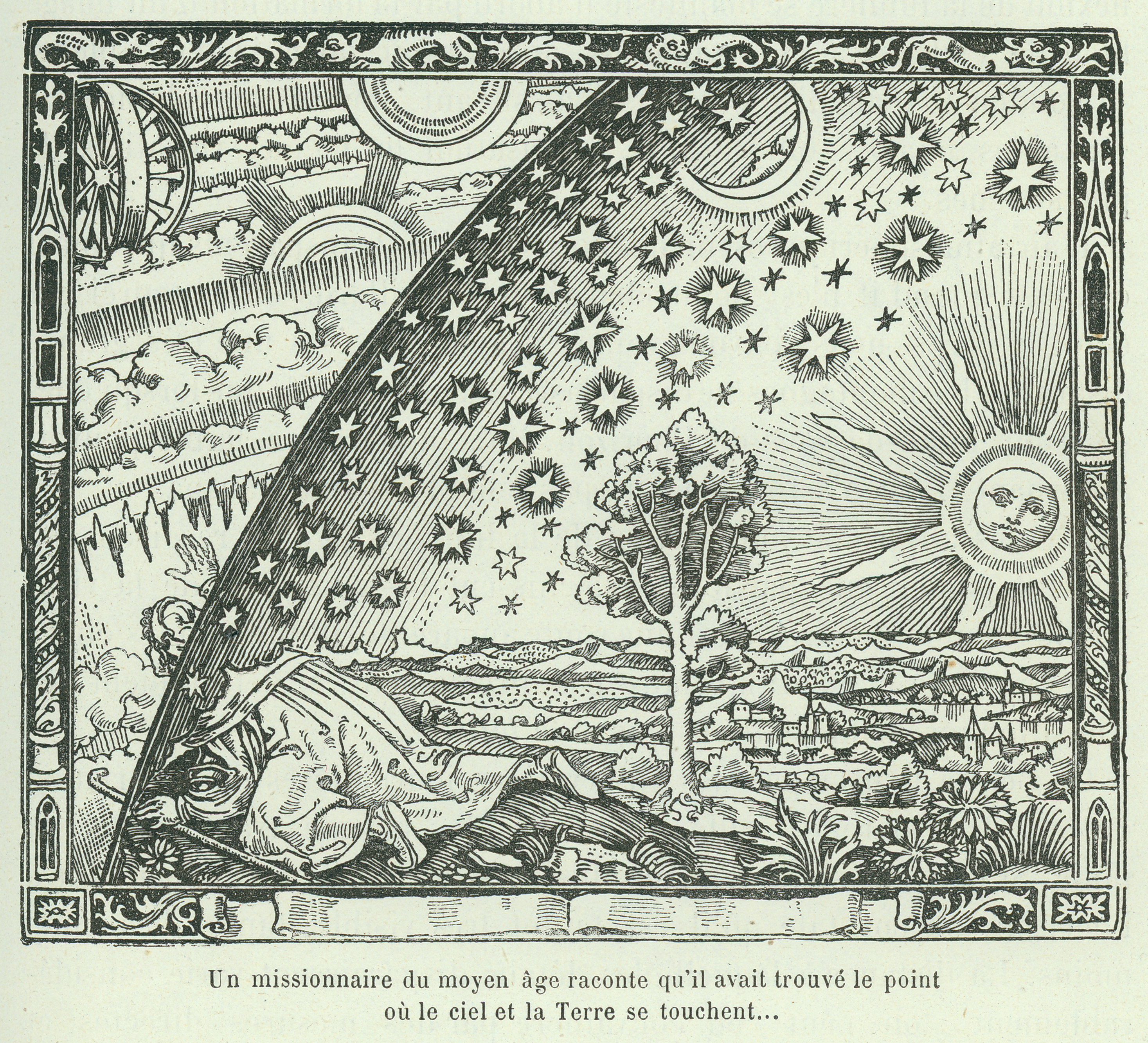
¿Cuáles son los principios y causas del mundo? Grabado de Camille Flammarion: L'Atmosphere: Météorologie Populaire (París, 1888).

La metafísica (del latín metaphysica, y este del griego μετὰ [τὰ] φυσικά, «después de la naturaleza») es la rama de la filosofía que estudia la estructura, componentes y principios fundamentales de la realidad. Esto incluye la clarificación e investigación de algunas de las nociones fundamentales con las que comprendemos el mundo, como entidad, ser, existencia, objeto, propiedad, relación, causalidad, tiempo y espacio. Mario Bunge, filósofo de la ciencia afirmaba que 

“la metafísica es la ciencia general”

, así como que 

“La ciencia, tanto básica como aplicada, trata con conceptos e hipótesis metafísicos: presupone ciertos principios ontológicos —de tipo heurístico, así como de tipo constitutivo— y es una poderosa fuente de conjeturas metafísicas. De hecho, algunas teorías son a la vez metafísicas y científicas”

 Junto con la lógica y la epistemología o gnoseología, la metafísica es la rama más básica de la filosofía. Ha sido estudiada por filósofos como Platón, Aristóteles, Agustín de Hipona, Boecio, Tomás de Aquino, Guillermo de Ockham, Descartes, John Locke, Nicolás Malebranche, Spinoza, Leibniz, Hume, Alfred North Whitehead, Martin Heidegger, Kurt Gödel, Karl Popper, Saul Kripke, David Lewis, etc.
Antes del advenimiento de la ciencia moderna, muchos de los problemas que hoy pertenecen a las ciencias naturales eran estudiados por la metafísica bajo el título de filosofía natural. Hoy la metafísica estudia aspectos de la realidad que son inaccesibles a la investigación empírica. Esto dará lugar en el siglo XX a la lectura heideggeriana de la metafísica occidental como ontoteología y, por lo tanto, a la necesidad de repensar la cuestión del ser desde el origen mismo de los pensadores presocráticos. Aristóteles designó la metafísica como «filosofía primera». En la química se asume la existencia de la materia y en la biología la existencia de la vida, pero ninguna de las dos ciencias define la materia o la vida; solo la metafísica suministra estas definiciones básicas.
La ontología es la parte de la metafísica que se ocupa de investigar qué entidades existen y cuáles no, más allá de las apariencias. La metafísica tiene dos temas principales: el primero es la ontología, que en palabras de Aristóteles es la ciencia que estudia al ser en cuanto tal. El segundo es la teología, que estudia los fines como causa última de la realidad. Aunque esta distinción deriva de la escolástica, quizá especialmente por influencia de Francisco Suárez. A lo largo de su historia, después de -y superando- el tomismo, se realizaron otras distinciones dentro del área. Por ejemplo, Wolff, en el s. XVIII, diferenció la "metafísica general"            -usado indistintamente tanto como ontología que como filosofía primera- de la "metafísica específica", sin embargo, incluso esta distinción se considera errónea y superada a día de hoy. Lo común en el panorama actual de la filosofía es usar indistintamente ambos términos para referirse a un conjunto de problemas acerca del ser de las cosas, eventos, entes, procesos, etc, como el problema de la persistencia y la constitución, el problema mente-cuerpo o el problema de la causación.
Es difícil encontrar una definición adecuada de metafísica. A lo largo de los siglos muchos filósofos han sostenido, de una manera u otra, que la metafísica es imposible. Esta tesis tiene una versión fuerte y una versión débil. La versión fuerte es que todas las afirmaciones metafísicas carecen de sentido o significado. Esto depende por supuesto de una teoría del significado. Los positivistas lógicos y Ludwig Wittgenstein fueron defensores explícitos de esta posición. Por otra parte, la versión débil es que si bien las afirmaciones metafísicas poseen significado, es imposible saber cuáles son verdaderas y cuáles falsas, pues esto va más allá de las capacidades cognitivas del ser humano. Esta posición es la que sostuvieron, por ejemplo, David Hume e Immanuel Kant. Por otra parte, algunos filósofos han sostenido que el ser humano tiene una predisposición natural hacia la metafísica. Kant la calificó de «necesidad inevitable» y Arthur Schopenhauer incluso definió al ser humano como «animal metafísico».

## Etimología

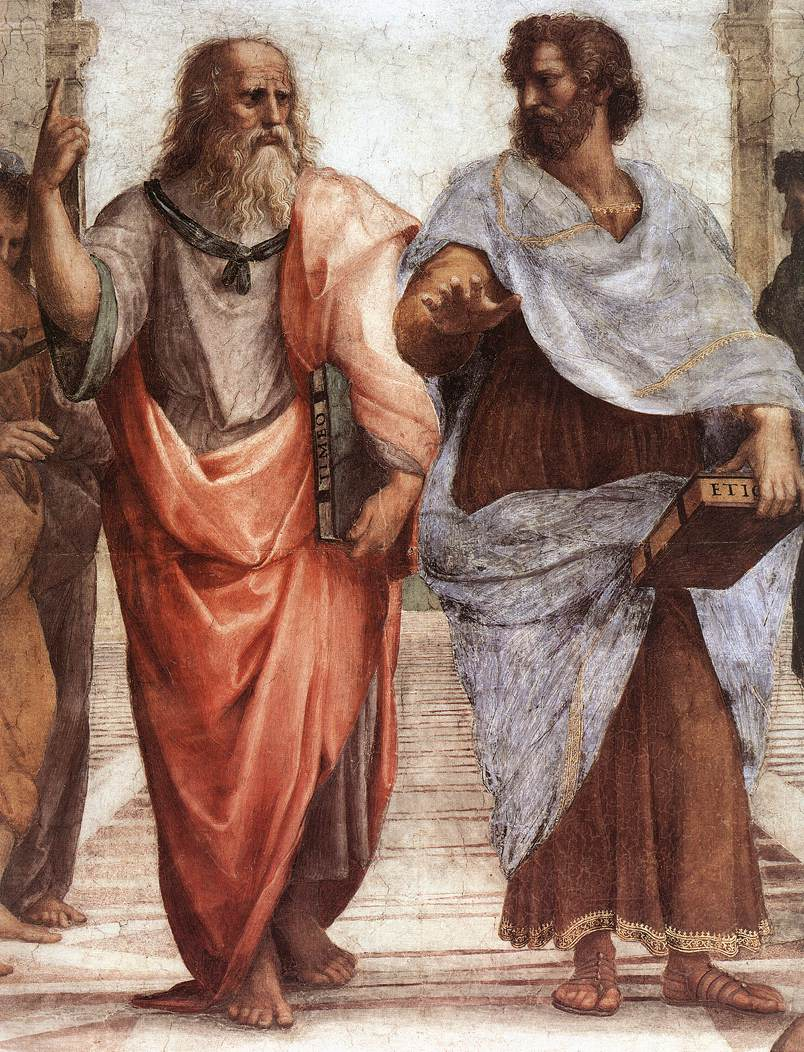
Platón y Aristóteles en La escuela de Atenas, de Rafael Sanzio. Aristóteles es considerado como el padre de la metafísica; sin embargo, Parménides fue su antecedente.

La palabra «metafísica» deriva del griego μετὰ φύσις, que significa «después de la naturaleza o después de la física», proviene del título dado por Andrónico de Rodas (siglo I a. C.) a una colección de escritos de Aristóteles. Esto no implica que la metafísica haya nacido con Aristóteles, sino que es de hecho más antigua, puesto que hay casos de pensamiento metafísico en los filósofos presocráticos. Platón estudió en diversos Diálogos lo que es el ser, con lo que preparó el terreno a Aristóteles de Estagira, el cual elaboró lo que él llamaba «filosofía primera», cuyo principal objetivo era el estudio del ser en cuanto tal, de sus atributos y sus causas.
El término «metafísica» proviene de la obra de Aristóteles compuesta por catorce volúmenes (rollos de papiro), independientes entre sí, que se ocupan de diversos temas generales de la filosofía. Estos libros son de carácter esotérico, es decir, Aristóteles nunca los concibió para la publicación. Por el contrario, son un conjunto de apuntes o notas personales sobre temas que pudo haber tratado en sus clases o en otros libros sistemáticos.
El peripatético Andrónico de Rodas al publicar la primera edición de las obras de Aristóteles ordenó estos libros a continuación de los ocho libros sobre física (μετὰ [τὰ] φυσικά). De allí surgió el concepto de «metafísica», que en realidad significa «aquello que en el estante está después de la física», pero que también de manera didáctica significa: «aquello que sigue a las explicaciones sobre la naturaleza» o «lo que viene después de la física», entendiendo «física» en su acepción antigua que se refería al estudio de la φύσις, es decir, de la naturaleza y sus fenómenos, no limitados al plano material necesariamente.
En la Antigüedad la palabra «metafísica» no denotaba una disciplina particular de la filosofía, sino el compendio de rollos de Aristóteles ya mencionado. Solo es a partir del siglo XIII cuando la metafísica pasa a ser una disciplina filosófica especial que tiene como objeto el ente en cuanto ente. Es hacia ese siglo cuando las teorías aristotélicas se empiezan a conocer en el Occidente latino gracias al influjo de pensadores musulmanes como el persa Avicena y el andalusí Averroes. El significado contemporáneo de lo que conlleva el término latino-medieval Metaphysica se debe a la tradición musulmana, pues tanto el griego clásico como el latín carecían de términos para dicha significación y Europa se encontraba anclada en la filosofía neoplatónica.
A partir de entonces la metafísica pasa a ser la más alta disciplina filosófica, llegando así hasta la Edad Moderna. Con el tiempo la palabra «metafísica» adquirió, como adjetivo, el significado de «difícil» o «sutil» y en algunas circunstancias se utiliza con un carácter peyorativo, pasando a significar «especulativo, dudoso o no científico». En este sentido, también la metafísica es considerada como un modo de reflexionar con demasiada sutileza en cualquier materia que discurra entre lo oscuro y difícil de comprender.[cita requerida]

## Definiciones y conceptos
En la Metafísica de Aristóteles se encuentran diversas definiciones de la metafísica como ciencia. La metafísica considerada como «aiteología» es la ciencia de las causas supremas (A, 1). Como ontología es la ciencia del ser en cuanto ser (G, 1). Como teología es la ciencia de las cosas divinas (E, 1) y como «useología» es la ciencia de la sustancia (Z, 1). A través de la historia las posiciones en cuanto a estas definiciones han sido diversas. De hecho, algunos consideran que en la Metafísica de Aristóteles se encuentran cuatro metafísicas distintas; mientras que otros piensan que las cuatro definiciones se integran para formar una sola metafísica. La metafísica encuentra su unidad de la siguiente manera: la ontología y la useología poseen universalidad de predicación, mientras que la ontología y la useología son universales por causalidad. De esta forma el subiectum de la metafísica sería en el ente en cuanto ente; ahora bien el ente se dice primariamente de la sustancia, por ello el subiectum integra las ciencias universales por predicación. Los principios de la metafísica provienen de las ciencias universales por causalidad.
Para Immanuel Kant «la metafísica es un conocimiento especulativo de la razón, enteramente aislado, que se alza por encima de las enseñanzas de la experiencia mediante meros conceptos (no como la matemática, mediante aplicación de los mismos a la intuición), y en donde, por lo tanto, la razón debe ser su propio discípulo».
La Real Academia Española define a la metafísica como la «parte de la filosofía que trata del ser en cuanto tal, y de sus propiedades, principios y causas primeras».

## Objetivos
La metafísica pregunta por los últimos fundamentos del mundo y de todo lo existente. Su objetivo es lograr una comprensión teórica del mundo y de los principios últimos generales más elementales de lo que existe, porque tiene como fin conocer la verdad más profunda de las cosas, por qué son lo que son y, aún más, por qué son.
Cuatro de las preguntas fundamentales de la metafísica son:
- ¿Qué es ser?
- ¿Qué es lo que existe?
- ¿Por qué existe algo, y no más bien nada?
- ¿Por qué estoy en este mundo?

No solo se pregunta entonces por lo que existe, sino también por qué existe algo. Además aspira a encontrar las características más elementales de todo lo que es: la cuestión planteada es si hay características tales que se le puedan atribuir a todo lo que es y si con ello pueden establecerse ciertas propiedades del ser.
Algunos de los conceptos principales de la metafísica son: ser, nada, existencia, esencia, mundo, espacio, tiempo, mente, Dios, libertad, cambio, causalidad y fin.
Algunos de los problemas más importantes y tradicionales de la metafísica son: el problema de los universales, el problema de la estructura categorial del mundo, y los problemas ligados al espacio y el tiempo.

## Métodos
La metafísica procede de distintas maneras:
- Es especulativa, cuando parte de un principio supremo a partir del cual va interpretando la totalidad de la realidad. Un principio de este tipo podría ser la idea, Dios, el ser, la mónada, el espíritu universal o la voluntad.
- Es inductiva, en su intento de consolidar de manera unificada los resultados asociados a todas las ciencias particulares, configurando una imagen metafísica del mundo.
- Es reduccionista (ni empírico-inductiva, ni especulativa-deductiva), cuando se la entiende como un mero constructo especulativo a base de presupuestos de los cuales los seres humanos siempre han tenido que partir para poder llegar a conocer y actuar.

## Conceptos

### Ser
Ser es el más general de los términos. Con la palabra «ser» se intenta abarcar el ámbito de lo real en sentido ontológico general, esto es, la realidad por antonomasia, en su sentido más amplio: «realidad radical». El Ser es, por lo tanto, un trascendental, aquello que trasciende y rebasa todos los entes sin ser él mismo un ente, es decir, sin que ningún ente, por muy amplio que sea y se presente, lo agote. Dicho de otro modo: el Ser desborda y supera dialécticamente el mundo de las formas, el mundus asdpectabilis, trasladándose en otro contexto, «más allá del horizonte de las formas», más allá de toda la "morfología cósmica".
La pregunta por el ser no corresponde solamente a Occidente: ya los filósofos antiguos de China desarrollaron independientemente posiciones acerca del ser.  Laozi en el siglo VI a. C. hace la distinción entre ser y no-ser. Luego, las escuelas neo-taoístas (Wang Bi, Guo Xiang, etc.) harán prevalecer el no-ser sobre el ser.
La tradición distingue dos tipos de enfoques distintos al concepto de ser:
- Concepto unívoco de ser: «ser» es la característica más general de diferentes cosas (llamadas entes o entidades), aquello que sigue siendo igual a todos los entes, después de que se han eliminado todas las características individuales a los entes particulares, esto es: el hecho de que «sean», esto es, el hecho de que a todas ellas les corresponda «ser» (cfr. diferencia ontológica). Este concepto de «ser» es la base de la «metafísica de las esencias». Lo opuesto al «ser» viene a ser en este caso la «esencia», a la cual simplemente se le agrega la existencia. En cierto sentido no se diferencia ya mucho del concepto de la nada. Un ejemplo de ello lo dan ciertos textos de la filosofía temprana de Tomás de Aquino (De ente et essentia).
- Concepto analógico del ser: el «ser» viene a ser aquello que se le puede atribuir a «todo», aunque de distintas maneras (analogía entis). El ser es aquello, en lo que los diferentes objetos coinciden y en lo que, a su vez, se distinguen. Este enfoque del ser es la base de una metafísica (dialéctica) del ser. El concepto opuesto a ser, es aquí la nada, ya que nada puede estar fuera del ser. La filosofía madura de Tomás de Aquino nos brinda un ejemplo de esta comprensión de «ser» (Summa theologica)

### Entidad
Por otro lado, algunos filósofos (como Tomás de Aquino) han utilizado el término "entidad" para referirse a la esencia de algo, lo que significa la propiedad o característica que define y determina la naturaleza de una cosa.

### Sustancia
La sustancia o substancia (del griego: oὐσία, ousía) es un término filosófico utilizado originalmente en la antigua filosofía griega. Existen dos maneras de caracterizar el término:
1. En un sentido genérico, el término, proveniente de una traducción temprana al latín del término griego "ousia" que habría derivado, a su vez, del verbo "einai" (ser), vendría a designar a aquellas cosas de las que podemos decir que "son"; "los seres". Desde esta concepción amplia, se entenderían por sustancias aquellas entidades primeras o fundacionales de un sistema filosófico como los átomos para un atomista o las impresiones e ideas para la propuesta de David Hume. 
2. El segundo uso es más restrictivo. Se entiende por sustancia aquellas entidades que tienen una realidad independiente y no derivada, frente a las propiedades y eventos. Este segundo uso es aceptado por algunas teorías y por otras no: por ejemplo, Hume no acepta la existencia de sustancias de este tipo. El estado de la cuestión sobre la pertinencia de este segundo uso se mantiene abierto.   
Este término fue usado por varios filósofos griegos antiguos, como Parménides, Platón y Aristóteles, como una designación primaria para los conceptos filosóficos de esencia. En la filosofía contemporánea es análogo a los conceptos de ser y óntico. En la química acabó por desarrollar el concepto de sustancia química, uno de los más importantes del campo, también en la teología cristiana se desarrolló el concepto de sustancia divina (θεία ουσία) que acabó por ser uno de los conceptos doctrinales más importantes, centrales para el desarrollo de la doctrina trinitaria. El concepto puede clasificarse en variedades monistas, dualistas o pluralistas según la cantidad de sustancias que existen en el mundo. Los monistas sostienen que existe una única sustancia en el mundo (por ejemplo, el panteísmo de Spinoza). El dualismo entiende el mundo como compuesto de dos sustancias fundamentales (por ejemplo, el dualismo cartesiano con la res cogitans y la res extensa). Los pluralistas sostienen la existencia de múltiples sustancias (por ejemplo, la teoría de las formas de Platón, el hilemorfismo de Aristóteles y las mónadas de Leibniz).

### Categoría
En lenguaje coloquial, se entiende por categoría el grado de jerarquía dentro de un orden, que puede ser:
- social: el lugar que ocupa una determinada persona o cargo institucional, generalmente relacionado con el ejercicio del poder en todos sus campos:
- taxonómico: el nivel de importancia de cualquier cosa respecto a todas las demás.

### Absoluto
Lo Absoluto es, en filosofía, un concepto que define a una realidad completa, autosuficiente e independiente de lo demás. La etimología de la palabra añade Ab que significa separación y el verbo latino solvo que significa soltar/desvincular. Cualquier realidad, en tanto que pueda ser considerada como tal, ha de tener una relación de dependencia conocida o desconocida. Lo Absoluto se refiere a lo separado (ab-suelto) de toda existencia o de su posibilidad.
En otras palabras, la palabra absoluto se refiere a algo que está libre o exento de todo vínculo o conexión con otra cosa. 

## Ramas

### Ontología
La ontología (del griego antiguo ὄν [on] —genitivo ὄντος— [ontos], 'ente'; y λόγος [lógos] 'ciencia, estudio, teoría') o metafísica general es la rama de la filosofía que estudia lo que hay, así como las relaciones entre los entes (por ejemplo, la relación entre un universal —como el rojo— y un particular que lo "tiene" —como una manzana—) o la relación entre un acto (como el que Sócrates bebiera la cicuta) y sus participantes (Sócrates y la cicuta).
Los ontólogos suelen tratar de determinar cuáles son las categorías o géneros más altos y cómo forman un sistema de categorías que proporciona una clasificación abarcadora de todas las entidades. Las categorías comúnmente propuestas incluyen sustancias, propiedades, relaciones, estados de cosas y eventos. Estas categorías se caracterizan por conceptos ontológicos fundamentales, como particularidad y universalidad, abstracción y concreción o posibilidad y necesidad. De interés especial es el concepto de dependencia ontológica, que determina si las entidades de una categoría existen en el nivel más fundamental. Los desacuerdos dentro de la ontología suelen girar en torno a si las entidades pertenecientes a una determinada categoría existen y, en caso afirmativo, cómo se relacionan con otras entidades.
Algunas preguntas ontológicas son: ¿qué es la materia? ¿Qué es un proceso? ¿Qué es el espacio? ¿Qué es el tiempo? ¿Qué es el espacio-tiempo? ¿Hay propiedades emergentes? ¿Se ajustan todos los eventos a alguna(s) ley(es)? ¿Hay especies naturales? ¿Qué hace real a un objeto? ¿Hay causas finales? ¿Es real el azar? Muchas preguntas tradicionales de la filosofía se pueden entender como preguntas ontológicas: ¿Existe Dios? ¿Existen entidades mentales, como pensamientos e ideas? ¿Existen entidades abstractas, como los números? ¿Existen los universales?

### Teleología
La teleología (del griego τέλος, telos, "fin", "propósito", y λογία, logía "discurso", "tratado" o "ciencia" ) es la rama de la metafísica que se refiere al estudio de los fines o propósitos de algún objeto o algún ser, la capacidad de luchar por una finalidad, o bien, literalmente, la doctrina filosófica de las causas finales.

### Cosmología filosófica
La filosofía del espacio y el tiempo, también conocida como cosmología filosófica, es la rama de la filosofía que trata de los aspectos referidos a la ontología, la epistemología y la naturaleza del espacio y el tiempo.

### Psicología racional
La psicología racional, también llamada filosofía del hombre, psicología metafísica o psicología filosófica, se ocupa del alma o mente del hombre. Se refiere al estudio de conceptos y principios de la psicología a través de la razón y el análisis filosófico. En la metafísica se centra en temas como la inmortalidad, el libre arbitrio del alma humana, la fundamentación de la espiritualidad y el esclarecimiento de la relación entre cuerpo y alma. Una de las principales figuras de la historia de la psicología racional es Christian Wolff, quien abordó temas de psicología en su obra "Metafísica Alemana" (1720).

## Historia

### Edad Antigua

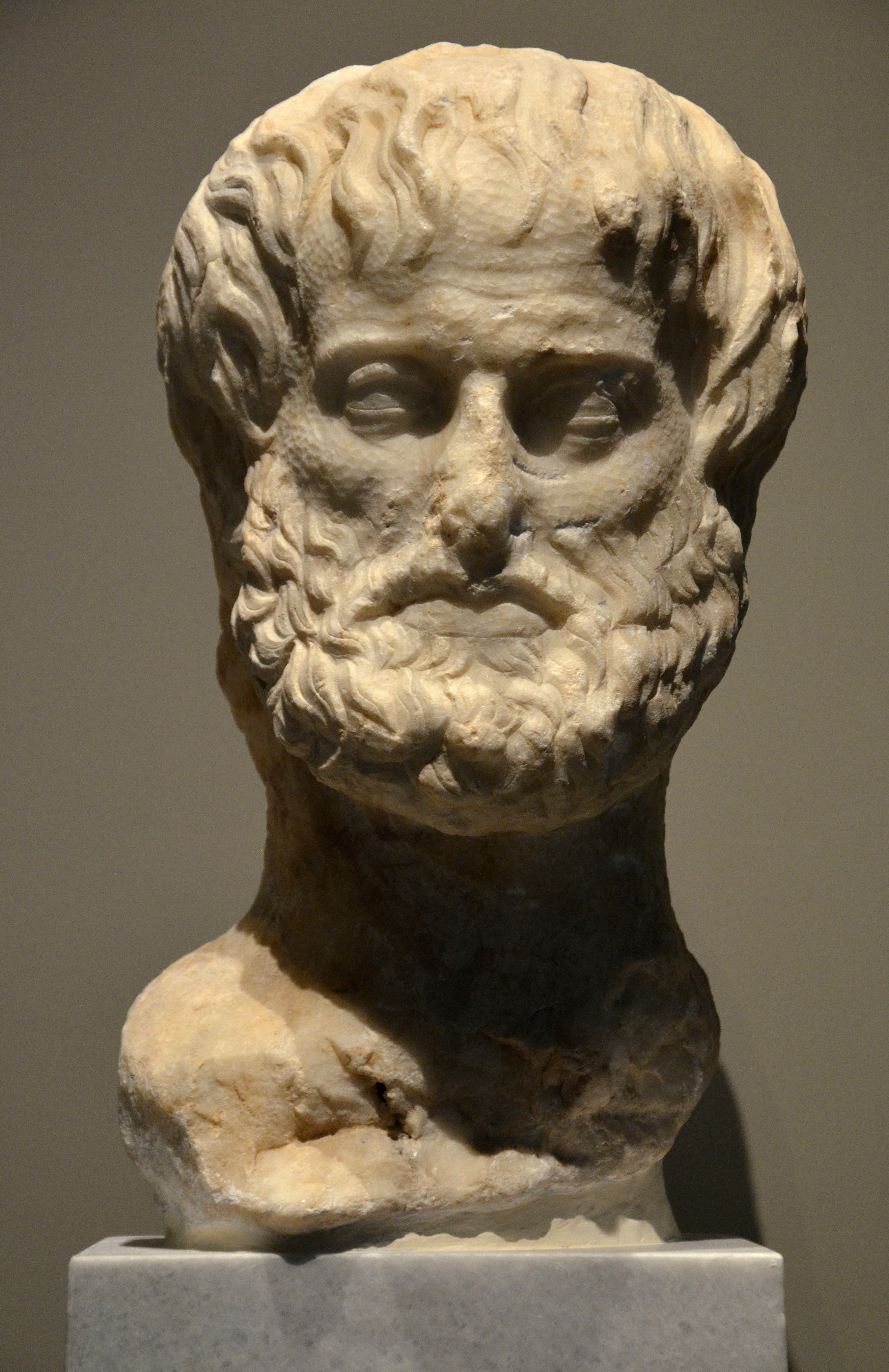
Aristóteles consideró a la metafísica como la «primera filosofía».

Ya desde los comienzos de la filosofía en Grecia, con los llamados filósofos presocráticos, se aprecian los intentos de entender el universo todo a partir de un principio (originario) único y universal, el αρχη (arjé).
Parménides de Elea (siglo VI-V a. C.) es considerado el fundador de la ontología. Es él quien utiliza por primera vez el concepto de ser/ente en forma abstracta. Este saber, metafísico, comenzó cuando el espíritu humano se hizo consciente de que lo real sin más no es lo que nos ofrecen los sentidos, sino lo que se capta con el pensamiento («Lo mismo es pensar y ser»). Es lo que él llama «ser», y que caracteriza a través de una serie de determinaciones conceptuales que están al margen de los datos de los sentidos, como ingénito, incorruptible, inmutable, indivisible, uno, homogéneo, etc. Parménides expone su teoría con tres principios: «el ser (o el ente) es y el no-ser no es», «nada puede pasar del ser al no-ser y viceversa» y «lo mismo es el pensar que el ser» (esto último se refiere a que no puede existir lo que no puede ser pensado). A partir de su afirmación básica («el ser es, el no-ser no es») Parménides deduce que el ser es ilimitado, ya que lo único que podría limitarlo es el no-ser; pero como el no-ser no es, no puede establecer limitación alguna. Por lo tanto, según deducirá Meliso de Samos, el ser es infinito (ilimitado en el espacio) y eterno (ilimitado en el tiempo). La influencia de Parménides es decisiva en la historia de la filosofía y del pensamiento mismo. Hasta Parménides, la pregunta fundamental de la filosofía era: ¿de qué está hecho el mundo? (a lo que algunos filósofos habían respondido que el elemento fundamental era el aire, otros que era el agua, otros un misterioso elemento indeterminado, etc.) Parménides instaló al «ser» (esse) en la escena como objeto principal del discurrir filosófico. El próximo paso decisivo lo dará Sócrates.
Sócrates (470-399 a. C.), en cambio, se centra en la moral. Su pregunta fundamental es: ¿qué es el bien? Sócrates creía que si se lograba extraer el concepto del bien se podía enseñar a la gente a ser buena (como se enseña la matemáticas, por ejemplo) y se acabaría así con el mal. Estaba convencido de que la maldad es una forma de ignorancia, doctrina llamada intelectualismo moral. Desarrolló la primera técnica filosófica que se conoce: la mayéutica. Consistía en preguntar y volver a preguntar sobre las respuestas obtenidas una y otra vez, profundizando cada vez más. Con ello pretendía llegar al «logos» o la razón final que hacía que una cosa fuera esa cosa y no otra. Este «logos» es el embrión de la «idea» de Platón, su discípulo.
Platón (427-347 a. C.) pone el punto central de la filosofía en la teoría de las Ideas. Platón observó que el logos de Sócrates era una serie de características que percibimos en los objetos (físicos o no) y están asociadas a él. Si a ese logos lo separamos del objeto físico y le damos existencia formal, entonces se llama «idea» (la palabra «idea» la introdujo Platón). En los diálogos platónicos aparece Sócrates preguntando por lo que es justo, valeroso, bueno, etc. La respuesta a estas preguntas presupone la existencia de ideas universales cognoscibles por todos los seres humanos que se expresan en estos conceptos. Es a través de ellas que podemos captar el mundo en constante transformación. Las ideas son el paradigma de las cosas. Su lugar está entre el ser y el no-ser. Son anteriores a las cosas, que participan (methexis) de ellas. En sentido estricto solo ellas son. Las cosas particulares que vemos solo representan copias más o menos exactas de las ideas. La determinación o definición de las ideas se obtiene a través del ejercicio dialógico riguroso, enmarcado en determinado contexto histórico y coyuntural, delimitando aquello en lo que se ha centrado la investigación (la idea). Con la teoría de las Ideas Platón pretende probar la posibilidad del conocimiento científico y del juicio imparcial. El hecho de que todos los seres humanos tengan la posibilidad de acceder a un mismo conocimiento, tanto en el campo de las matemáticas, como en el de la ética, lo explica a través de la teoría del «recuerdo» (ἀνάμνησις), según la cual recordamos las ideas eternas que conocimos antes de nuestro nacimiento. Con ello Platón explica la universalidad de la capacidad racional de todos los seres humanos, enfrentándose a algunos de sus contemporáneos que sostenían la incapacidad de acceder al conocimiento por parte de esclavos o pueblos no-helénicos, entre otros. La tradición postplatónica muchas veces entendió la teoría de las Ideas de Platón, en el sentido de que habría supuesto una existencia de las ideas separada de la existencia de las cosas. Esta teoría de la duplicación de los mundos, en la Edad Media condujo a la polémica sobre los universales.
Aristóteles (384-322 a. C.) nunca usó la palabra «metafísica» en su obra conocida como Metafísica. Dicho título se atribuye al primer editor sistemático de la obra del estagirita, Andrónico de Rodas, que supuso que, por su contenido, los catorce libros que agrupó debían ubicarse después de la «física» y por esa razón usó el prefijo «μετὰ» (más allá de... o después de...) La metafísica, según Aristóteles, es en primer lugar, una teoría de los principios generales del pensamiento (que aborda en más detalle en su lógica); y en segundo lugar, una doctrina (logos) del ser (on) en cuanto tal. La metafísica de Aristóteles gira en torno a dos cuestiones fundamentales: la del comienzo y la de la unidad. En su análisis del ente, Aristóteles va más allá de la materia, al estudiar las cualidades y potencialidades de lo existente para acabar hablando del «ser primero», el «motor inmóvil» y generador no movido de todo movimiento, que más tarde sería identificado con Dios. Para Aristóteles la metafísica es la ciencia de la esencia de los entes y de los primeros principios del ser. El ser se dice de muchas maneras y estas reflejan la esencia del ser. En ese sentido elabora ser, independientemente de las características momentáneas, futuras y casuales. La ousía (generalmente traducido como sustancia) es aquello que es independiente de las características (accidentes), mientras que las características son dependientes de la ousía. La ousía es lo que existe en sí, en contraposición al accidente, que existe en otro. Gramaticalmente o categorialmente, se dice que la sustancia es aquello a lo que se adscribe características, es decir, es aquello sobre lo cual se puede afirmar (predicar) algo. Aquello que se afirma sobre las sustancias son los predicados. A la pregunta de qué sería finalmente la esencia que permanece inmutable, la respuesta de Aristóteles viene a ser que la ousía es una forma determinante —el eidos— es el origen de todo ser, es decir, que por ejemplo en el eidos de Sócrates, lo que en su forma humana, determina su humanidad. Y también la que determina que siendo el hombre por naturaleza libre y no siendo el esclavo libre, determina que el esclavo sea parte constitutiva de su amo, es decir, que no sea solo esclavo de su amo en determinada coyuntura y desde determinada perspectiva, sino que sea esclavo por naturaleza.

### Edad Media

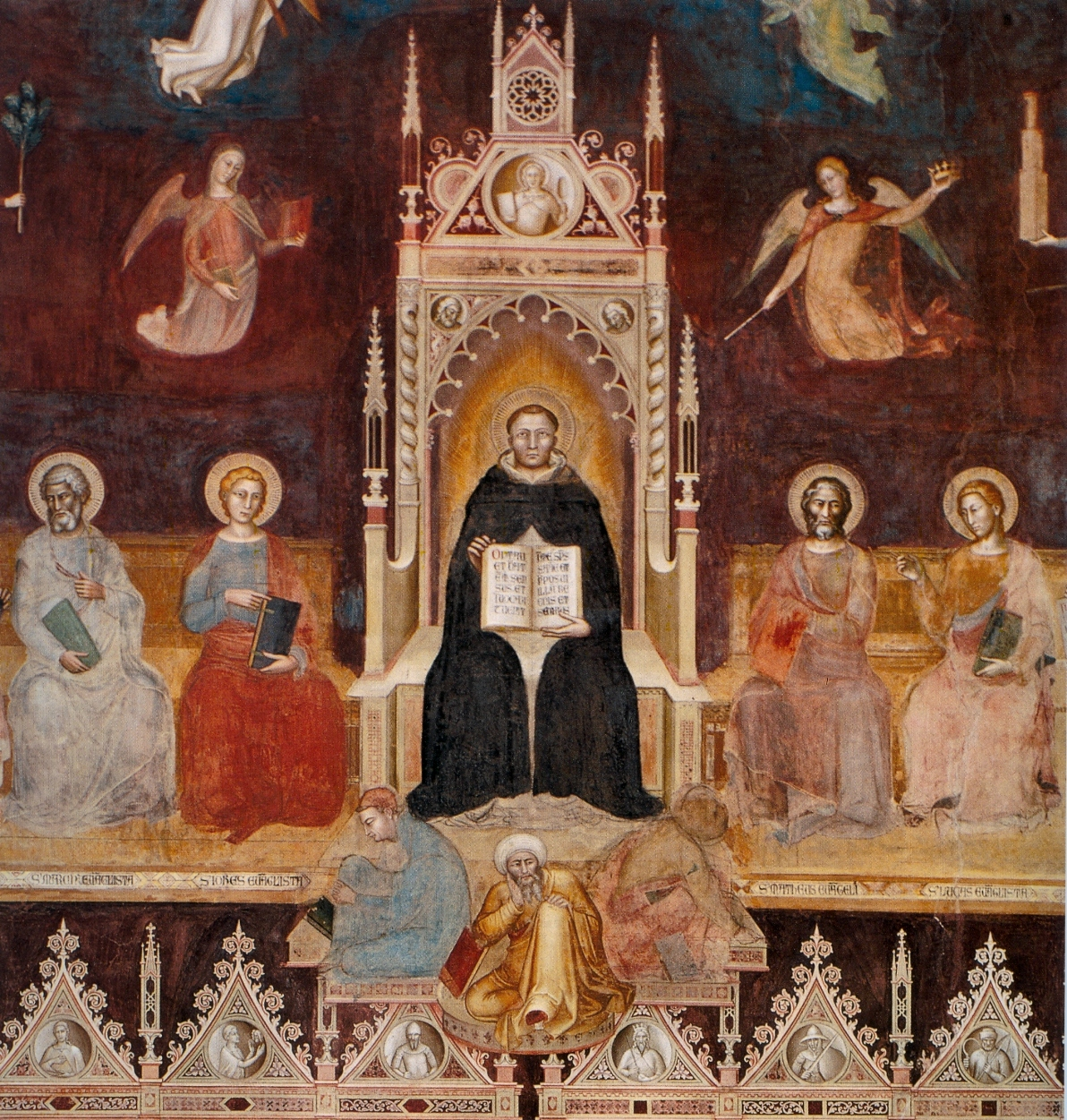
Fresco de Andrea Bonaiuto El Triunfo de Santo Tomás, con la imagen de Tomás de Aquino entronizada y la de Averroes sentada debajo en reposo y pensativa de apoyado posiblemente en algún libro de Aristóteles.

En el mundo islámico, la llegada de la filosofía griega no fue directa, sino que tiene que ver con los cenobios cristianos en la península arábiga y los pertenecientes a ideologías consideradas heréticas que utilizaban la filosofía griega no como un fin, sino como un instrumento que les servía para sus especulaciones teológicas (como los monofisistas o los nestorianos). Es por el interés práctico en la medicina griega cuando empiezan a hacerse traducciones al persa que después pasarían tardíamente al árabe. Cabe mencionar que en árabe no existe el verbo «ser» y más difícilmente una construcción como «ser», que es un verbo convertido en sustantivo. La metafísica del mundo islámico quedó influenciada en gran medida por la metafísica de Aristóteles.
En el mundo cristiano, después del «redescubrimiento» de la Metafísica de Aristóteles a mediados del siglo XII, muchos escolásticos escribieron comentarios sobre esta obra. El problema de los universales fue uno de los principales problemas tratados durante ese período. Otros temas fueron:
- Hilomorfismo: desarrollo de la doctrina aristotélica de que las cosas individuales son un compuesto de material y forma
- Existencia y esencia
- Causalidad: la discusión sobre la causalidad consistió principalmente en comentarios sobre Aristóteles, principalmente sobre las obras Física, Sobre el cielo y Acerca de la generación y la corrupción. El enfoque de esta área temática era únicamente medieval, la investigación racional del universo se veía como una forma de acercarse a Dios

La metafísica pasó a ser considerada la «reina de las ciencias» (Tomás de Aquino), aunque también hubo debate sobre la distinción y orden de jerarquía entre la metafísica y la teología, en especial en la escolástica. La cuestión de la distinción entre metafísica y teología también sería omnipresente en la filosofía moderna.
Los escolásticos medievales se propusieron la tarea de conciliar la tradición de la filosofía antigua con la doctrina religiosa (musulmana, cristiana o judía). Con base en el neoplatonismo tardío, la metafísica medieval se propone reconocer el «verdadero ser» y a Dios a partir de la razón pura.
Los temas centrales de la metafísica medieval son la diferencia entre el ser terrenal y el ser celestial (analogía entis), la doctrina de los trascendentales y las pruebas de la existencia de Dios. Dios es el fundamento absoluto del mundo, del cual no se puede dudar. Se discute si Dios ha creado el mundo de la nada (creación ex nihilo) y si es posible acceder a su conocimiento a través de la razón o solo a través de la fe. Inspirados en la teoría de la duplicación de los mundos atribuida a Platón su metafísica se manifiesta como una suerte de «dualismo» del «acá» y del «más allá», de la «mera percepción sensible» y del «pensar puro como conocimiento racional», de una «inmanencia» de la vida interior y una «trascendencia» del mundo exterior.
René Descartes fue uno de los mayores exponentes de la metafísica de la Edad Media (aunque vivió en la Edad Moderna); construyó un pensamiento metafísico hablando de temas como la existencia, sustancia y Dios; define la metafísica como las raíces del conocimiento si este fuera un árbol, siendo el tronco la física y filosofía natural y las ramas las artes mecánicas; habla acerca de la sustancia como aquello que puede existir por sí mismo sin necesidad de otra cosa; afirma la existencia de la sustancia pensante y la sustancia extensa, siendo este el dualismo sustancial aparte de la existencia de la sustancia infinita (Dios).
En su texto llamado Meditaciones metafísicas, Descartes se plantea que solo puede creer lo que sea indudable, en otras palabras, todo de lo que se puede dudar es falso. Partiendo de esa idea:
- Encuentra que él existe (Cogito ergo sum).
- Prueba que Dios existe a partir del solipsismo.
- Propone la existencia de un Genio Maligno que le hace creer ideas falsas.
- Vuelve a probar la existencia de Dios a partir de un argumento ontológico.
- Muestra la existencia de lo material y que hay un alma y un cuerpo.

### Edad Moderna

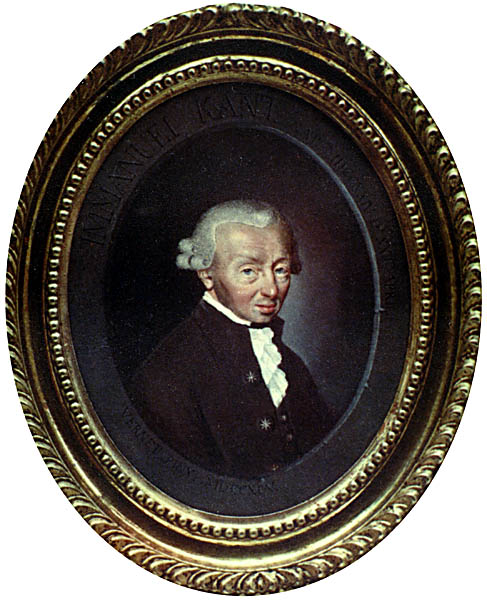
El idealismo trascendental de Immanuel Kant significó un «giro copernicano» para la metafísica.

La tradición moderna divide la metafísica en: metafísica general u ontología —ciencia del ente en tanto ente— y metafísica especial, que se divide en tres ramas:
- Filosofía de la naturaleza, también llamada cosmología racional o simplemente cosmología
- Filosofía del hombre, también llamada psicología metafísica, psicología filosófica, psicología racional, antropología metafísica o antropología filosófica
- Teología natural, también llamada teodicea o teología racional

Esta clasificación, que fue propuesta entre otros por Christian Wolff, ha sido posteriormente discutida, pero sigue siendo considerada canónica.
El idealismo trascendental de Kant significó un «giro copernicano» para la metafísica. Su posición frente a la metafísica es paradigmática; le atribuye ser un discurso de «palabras huecas» sin contenido real, la acusa de representar las «alucinaciones de un vidente», pero por otra parte recoge de ella la exigencia de universalidad. Kant se propuso fundamentar una metafísica «que se pueda presentar como ciencia». Para ello examinó primero la posibilidad misma de la metafísica. Para Kant las cuestiones últimas y las estructuras generales de la realidad están ligadas a la pregunta por el sujeto. A partir de este presupuesto dedujo que hay que estudiar y juzgar aquello que puede ser conocido por nosotros. A través de su criticismo se diferenció explícitamente de las posiciones filosóficas que tienen como objeto la pregunta sobre qué es el conocimiento. Se alejó así de las tendencias filosóficas imperantes, tales como el empirismo, el racionalismo y el escepticismo. También, a través del criticismo, marcó distancia del dogmatismo de la metafísica que —según Kant— se había convertido en una serie de afirmaciones sobre temas que van más allá de la experiencia humana. Intentó entonces llevar a cabo un análisis detallado de la facultad humana de conocer, es decir, un examen crítico de la razón pura, de la razón desvinculada de lo sensible (Crítica de la razón pura, 1781-1787). Para ello es decisivo el presupuesto epistemológico de Kant de que al ser humano la realidad no se le presenta tal como es realmente (en sí), sino tal como se le aparece debido a la estructura específica de su facultad de conocimiento. Como el conocimiento científico también depende siempre de la experiencia, el hombre no puede emitir juicios sobre cosas que no están dadas por las sensaciones (tales como «Dios», «alma», «universo», «todo», etc.) Por ello Kant dedujo que la metafísica tradicional no es posible, porque el ser humano no dispone de la facultad de formar un concepto basándose en la experiencia sensible de lo espiritual, que es la única que permitiría la verificación de las hipótesis metafísicas. Como el pensar no dispone de ningún conocimiento de la realidad en este aspecto, estos asuntos siempre permanecerán en el ámbito de lo especulativo-constructivo. Entonces, por principio, no es posible según Kant decidir racionalmente sobre preguntas centrales tales como si Dios existe, si la voluntad es libre o si el alma es inmortal. Las matemáticas y la física pueden formular juicios sintéticos a priori y, por ello, alcanzar un conocimiento universal y necesario, un conocimiento científico.
Del idealismo trascendental de Kant surge el idealismo alemán —representado sobre todo por Fichte, Schelling y Hegel— que considera a la realidad como un acontecimiento espiritual en el que el ser real es superado, siendo integrado en el ser ideal. El idealismo alemán recoge el giro trascendental de Kant, es decir que, en vez de entender la metafísica como la búsqueda de la obtención del conocimiento objetivo, se ocupa de las condiciones subjetivas de posibilidad de tal conocimiento. Así, se plantea hasta qué punto el ser humano puede llegar a reconocer estas evidencias. Sin embargo, rechaza que el conocimiento se limite a la experiencia posible y a los meros fenómenos, y propone una superación de esta posición, volviendo a postulados metafísicos que puedan reclamar validez universal: «conocimiento absoluto» como se decía desde Fichte hasta Hegel. Si aceptamos que los contenidos del conocimiento solo valen en relación con el sujeto —como suponía Kant— y consideramos que esta perspectiva es absoluta, es decir, es la perspectiva de un sujeto absoluto, entonces el conocimiento válido para este sujeto absoluto también tiene validez absoluta. A partir de este planteamiento el idealismo alemán considera que puede superar la contradicción empírica entre sujeto y objeto para poder captar lo absoluto.
Hegel sostiene que de una identidad pura y absoluta no puede surgir o entenderse una diferencia (esa identidad sería como «la noche, en la que todas las vacas son negras»): no explicaría la realidad en toda su diversidad. Por eso «la identidad de lo absoluto» debe entenderse como que está desde su origen ya que contiene en sí la posibilidad y la necesidad de una diferenciación. Esto implica que lo absoluto se realiza en su identidad por el plasmado y la superación de momentos no idénticos, esto es, la identidad dialéctica. A partir de este planteamiento Hegel desarrolla la Ciencia de la lógica, considerada, tal vez, como el último gran sistema de la metafísica occidental.

### Edad Contemporánea

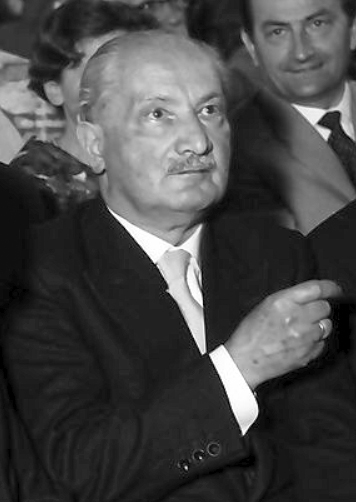
Martin Heidegger afirmó que la metafísica es «el pensamiento occidental en la totalidad de su esencia».

Karl Marx y Friedrich Engels adoptaron una actitud antimetafísica con base a su concepción del materialismo dialéctico, que deriva de la dialéctica idealista de Hegel. Según este solo la materia es real, junto con sus cambios. La dialéctica explica estas transformaciones, según la cual todos los procesos naturales y sociales ocurren por contradicción. Por ejemplo, en el análisis de la mercancía en El capital, el objeto mercantil es la “unidad contradictoria” de valor de uso y valor de cambio. Esta explicación pretende ser universal y válida tanto para la naturaleza como para la sociedad y el pensamiento. En su obra Tesis sobre Feuerbach concluye en la célebre tesis 11: «Los filósofos no han hecho más que interpretar de diversos modos el mundo, pero de lo que se trata es de transformarlo». Aunque algunos aspectos del pensamiento marxista pueden interpretarse como metafísica, el marxismo criticaría una determinada manera de hacer metafísica.
Friedrich Nietzsche considera que Platón es el iniciador del pensamiento metafísico y le hace responsable de la escisión en el ser, que tendrá luego formas variadas pero constantes. La división entre mundo sensible y mundo inteligible, con su correlato cuerpo-alma, y la preeminencia del segundo asegurada por la teoría de las Ideas sitúa el mundo verdadero más allá de los sentidos. Esto deja fuera del pensar el devenir, aquello no apresable en la división sensible-inteligible por su carácter informe, y que también deja escapar las subsiguientes divisiones aristotélicas, como sustancia-accidente y acto-potencia.
Martin Heidegger dijo que nuestra época es la del «cumplimiento de la metafísica», pues desde los inicios del pensamiento occidental se han producido unos determinados resultados que configuran un panorama del que el pensamiento metafísico no puede ya dar cuenta. El propio éxito de la metafísica ha conducido fuera de ella. Ante esto, la potencia del pensamiento consiste precisamente en conocer e intervenir sobre lo conocido. Pero el pensamiento metafísico carece ya de potencia, puesto que ha rendido sus últimos frutos.
Heidegger afirmó que la metafísica es «el pensamiento occidental en la totalidad de su esencia». La utilización del término «esencia» en esta definición implica que la técnica para estudiar la metafísica como forma de pensamiento es, o debe ser, la metafísica en el primer sentido antes indicado. Esto quiere decir que los críticos de la metafísica como esencia del pensamiento occidental, son conscientes de que no existe una «tierra de nadie» en que situarse, más allá de esa forma de pensamiento; solo el estudio atento y la modificación consciente y rigurosa de las herramientas proporcionadas por la tradición filosófica pueden ajustar la potencia del pensamiento a las transformaciones operadas en aquello que la metafísica estudiaba: el ser, el tiempo, el mundo, el hombre y su conocimiento. Pero esa modificación supone a su vez un «salto» que toda la tradición del pensamiento ha escenificado, ha fingido o soñado dar a lo largo de su desarrollo. El salto fuera de la metafísica y por tanto, quizá, la revocación de sus consecuencias.
Heidegger caracterizó el discurso metafísico por su impotencia para pensar la diferencia óntico-ontológica, es decir, la diferencia entre los entes y el ser. La metafísica refiere al ser el modelo de los entes (las cosas), pero aquel sería irreductible a estos: los entes son, pero el ser de los entes no puede caracterizarse simplemente como estos. El ser es pensado como ente supremo, lo que le identifica con Dios; la pulsión ontoteológica es una constante en el pensamiento occidental. Para Heidegger la metafísica es el «olvido del ser», y la conciencia de este olvido debe abrir una época nueva, enfrentada a la posibilidad de expresar lo dejado al margen del pensamiento.
La filosofía analítica fue desde su nacimiento, con autores como Russell y Moore, muy escéptica respecto a la posibilidad de una metafísica sistemática tal y como se había defendido tradicionalmente. Esto se debe a que el nacimiento de la filosofía analítica se debiera principalmente a un intento de rebelión contra el idealismo neohegeliano entonces hegemónico en la universidad británica. Sería a partir de los años veinte cuando el Círculo de Viena ofrecería una crítica total a la metafísica como un conjunto de proposiciones carentes de significado por no cumplir con los criterios verificacionistas del significado. No obstante esta posición es hoy minoritaria en el panorama analítico, donde se ha recuperado el interés por ciertos problemas clásicos de la metafísica como el de los universales, la existencia de Dios y otros de tipo ontológico.
El postestructuralismo (Gilles Deleuze, Michel Foucault, Jacques Derrida) retoma la crítica de Nietzsche y argumenta que lo no pensable en la metafísica es precisamente la «diferencia» en tanto tal. La diferencia, en el pensar metafísico, queda subordinada a los entes, entre los que se da algo como una «relación». La pretensión de «inscribir la diferencia en el concepto» transformando este y violentando para ello los límites del pensamiento occidental aparece ya como una pretensión que lleva a la filosofía más allá de la metafísica.